# Риги, Аугусто
Аугу́сто Ри́ги (итал. Augusto Righi; 27 августа 1850, Болонья — 8 июня 1920, Болонья) — итальянский физик, член Академии деи Линчеи (1898).

## Биография
Получил образование в техническом институте в Болонье (степень инженера в 1872 году). С 1871 года — ассистент при кафедре физики, в 1875—1880 годах — ординарный профессор в технической школе в Болонье, в 1880—1885 годах — ординарный профессор университета Палермо. 
В 1885—1889 годах — профессор Падуанского университета, с 1889 года — профессор Института физики Болонского университета.

## Научная деятельность
Научные работы посвящены, главным образом, электромагнетизму, физике диэлектриков, оптике, атомной физике. В 1880 году Аугусто Риги, независимо от Э. Варбурга, открыл магнитный гистерезис.
В 1881 году впервые осуществил модуляцию амплитуды света путём вращения одного из двух скрещенных поляризаторов (николей). В 1887 году независимо от французского физика С. Ледюка открыл один из термомагнитных эффектов (эффект Риги — Ледюка).
В 1888 году переоткрыл внешний фотоэффект для случая диэлектриков (эбонит, сера), создал фотоэлемент и впервые использовал этот термин («фотоэлемент»). Исследовал эффекты Холла и Керра, рентгеновские лучи, эффект Зеемана.
В 1894 году разработал новый тип генератора электромагнитных волн — модифицированный вибратор Герца — с помощью которого впервые получил электромагнитные волны длиной 20 и 7,5 см, исследовал их отражение, преломление, поглощение, интерференцию и диффракцию, впервые наблюдал их двойное лучепреломление. Приёмник был такой же, как у Г. Герца — незамкнутый проводник (резонатор) в форме окружности или квадратной рамки с латунными шарами и небольшим зазором в месте разрыва. После публикации работ О. Лоджа применялся когерер и электрический звонок, включённые последовательно в цепь резонатора.
На основании этих экспериментов показал, что радиоволны отличаются от световых волн только длиной волны, но не природой.
Автор более 250 научных публикаций, член ряда академий наук, в частности иностранный член Лондонского королевского общества (1907), член-корреспондент Петербургской Академии наук (1896). Широкой публике известен как один из главных учителей Гульельмо Маркони.
В ряде публикаций утверждается, что схема приёмника А. С. Попова — «прибора для обнаружения и регистрирования электрических колебаний» (грозоотметчика) — стала известна Риги ещё до того, как была опубликована в январе 1896 года в журнале Русского физико-химического общества. Однако документально подтверждён факт письменного обращения Риги к Попову летом 1897 года с просьбой прислать свои публикации:20, желательно с рефератами на французском языке. В следующем письме (осенью) Риги поблагодарил Попова за полученные рефераты, попросил держать его в курсе дальнейших работ и обещал со своей стороны делать то же самое. Сотрудники Центрального музея связи имени А. С. Попова, где сохранился черновик (на русском языке) ответного письма Попова к Риги, датируют их переписку концом 1897 — началом 1898 года.